# Grand Prix international de Dottignies 2016
La 15e édition du Grand Prix international de Dottignies a eu lieu le 4 avril 2016. La course fait partie du calendrier international féminin UCI 2016 en catégorie 1.2 et de la Lotto Cycling Cup pour Dames 2016. Elle est remportée par l'Italienne Giorgia Bronzini.

## Récit de la course
La course se conclut au sprint.

## Classements

### Classement final
| \| Classement général \| Classement général \| Classement général \| Classement général \| Classement général \| \| Coureur \| Coureur \| Pays \| Équipe \| Temps \| \| ------------------ \| ------------------- \| ------------------ \| ------------------------------- \| ------------------ \| \| 1re \| Giorgia Bronzini \| Italie \| Wiggle High5 \| 3 h 02 min 48 s \| \| 2e \| Marta Bastianelli \| Italie \| Alé Cipollini \| + 0 s \| \| 3e \| Roxane Fournier \| France \| Poitou-Charentes.Futuroscope.86 \| + 0 s \| \| 4e \| Sheyla Gutiérrez \| Espagne \| Cylance \| + 0 s \| \| 5e \| Anouk Rijff \| Pays-Bas \| Lotto Soudal Ladies \| + 0 s \| \| 6e \| Kaat Van der Meulen \| Belgique \| Lensworld-Zannata \| + 0 s \| \| 7e \| Christina Siggaard \| Danemark \| BMS BIRN \| + 0 s \| \| 8e \| Ilaria Sanguineti \| Italie \| BePink \| + 0 s \| \| 9e \| Mia Radotić \| Croatie \| BTC City Ljubljana \| + 0 s \| \| 10e \| Kelly Druyts \| Belgique \| Topsport Vlaanderen-Etixx \| + 0 s \| |                     |          |                                 |                 |
| |                     |          |                                 |                 |
| Source : Cycling Quotient |                     |          |                                 |                 |
| Classement général |                     |          |                                 |                 |
| Coureur | Coureur             | Pays     | Équipe                          | Temps           |
| 1re | Giorgia Bronzini    | Italie   | Wiggle High5                    | 3 h 02 min 48 s |
| 2e | Marta Bastianelli   | Italie   | Alé Cipollini                   | + 0 s           |
| 3e | Roxane Fournier     | France   | Poitou-Charentes.Futuroscope.86 | + 0 s           |
| 4e | Sheyla Gutiérrez    | Espagne  | Cylance                         | + 0 s           |
| 5e | Anouk Rijff         | Pays-Bas | Lotto Soudal Ladies             | + 0 s           |
| 6e | Kaat Van der Meulen | Belgique | Lensworld-Zannata               | + 0 s           |
| 7e | Christina Siggaard  | Danemark | BMS BIRN                        | + 0 s           |
| 8e | Ilaria Sanguineti   | Italie   | BePink                          | + 0 s           |
| 9e | Mia Radotić         | Croatie  | BTC City Ljubljana              | + 0 s           |
| 10e | Kelly Druyts        | Belgique | Topsport Vlaanderen-Etixx       | + 0 s           |

### Points UCI
| Position           | 1er | 2e | 3e | 4e | 5e | 6e | 7e | 8e | 9e | 10e |
| Classement général | 40  | 30 | 16 | 12 | 10 | 8  | 6  | 3  | 2  | 1   |